# ولاية الوادي
ولاية الوادي أو ولاية وادي سوف، هي ولاية جزائرية انبثقت عن التقسيم الإداري لعام 1984. وتنقسم إلى منطقتين ذات أصول العرقية المختلفة: منطقة وادي سوف ومنطقة وادي ريغ، عاصمة الولاية هي مدينة الوادي.

## الموقع
تقع ولاية الوادي شمال شرق الصحراء الجزائرية، تبعد عن عاصمة البلاد ب630 كلم ويحدها من الشرق الجمهورية التونسية، ومن الغرب كل من ولايات المغير وتقرت، ومن الشمال ولايات تبسة وخنشلة وبسكرة، ومن الجنوب ولاية ورقلة.
تشتهر هذه الولاية بإنتاج التمور وخاصة من نوع دقلة نور والرطب أو ما يدعى بالمنقر. كما يعتبر الزيتون والبطاطا تجربة ناجحة في تنويع المحاصيل الفلاحية العالية الجودة بالمنطقة.
دوائر الولاية: الرقيبة. الوادي. الدبيلة. قمار. البياضة.الرباح.حاسي خليفة.المقرن.جامعة.المغير.أميه ونسه.الطالب العربي.

## السكان
| ذكور   | فئة عمرية     | إناث   |
| ------ | ------------- | ------ |
| 1٬198  | 85 سنة وأكثر  | 1٬132  |
| 1٬539  | 80 إلى 84 سنة | 1٬175  |
| 3٬201  | 75 إلى 79 سنة | 2٬443  |
| 3٬727  | 70 إلى 74 سنة | 3٬191  |
| 4٬605  | 65 إلى 69 سنة | 4٬437  |
| 4٬946  | 60 إلى 64 سنة | 4٬888  |
| 6٬546  | 55 إلى 59 سنة | 6٬348  |
| 9٬325  | 50 إلى 54سنة  | 9٬136  |
| 12٬171 | 45 إلى 49 سنة | 12٬116 |
| 14٬501 | 40 إلى 44 سنة | 14٬420 |
| 17٬478 | 35 إلى 39 سنة | 17٬595 |
| 20٬564 | 30 إلى 34 سنة | 20٬224 |
| 30٬265 | 25 إلى 29 سنة | 29٬436 |
| 37٬154 | 20 إلى 24 سنة | 35٬948 |
| 40٬831 | 15 إلى 19 سنة | 39٬694 |
| 39٬479 | 10 إلى 14 سنة | 37٬748 |
| 37٬321 | 5 إلى 9 سنوات | 35٬653 |
| 44٬197 | 0 إلى 4 سنوات | 41٬677 |
| 557    | غير معروف     | 684    |

## الزوايا
- «الزاوية التيجانية» بقمار.[2]
- «زاوية سيدي سالم» بوادي سوف.[3]
- «زاوية سيدي أحمد بن سليمان» بتغزوت.[4]
- «زاوية سيدي الهاشمي بن إبراهيم» بالبياضة.[5]
- «الزاوية القادرية» بوادي سوف.[6]

## التعليم الجامعي
تضم هذه الولاية العديد من الجامعات ومؤسسات التعليم الجامعي، منها:
- جامعة الوادي [7]

## الزراعة
تتميّز زراعة النخيل في المجتمع الصوفي عن باقي المناطق الصحراوية بخصائص فريدة من نوعها، وخاصة دقلة نور التي كان لها الأهمية البالغة، وتحتل المرتبة الأولى من حيث النوعية بين نخيل الجزائر بأسرها، كما كانت من أهم الموارد الاقتصادية لسكان المنطقة منذ القديم.
تشتهر مدينة الوادي بالتمور الجيّدة وخاصة دقلة نور التي تعتبر مصدرا هاما للعملة الصعبة في البلاد، وهو محبوب في جميع أنحاء العالم، ويأتي تمر الغرس في الدرجة الثانية والذي يدخل في صناعة الحلوى.
| النوع             | مساحة المنتوج (هكتار) | الإنتاج   |
| ----------------- | --------------------- | --------- |
| النخيل            | 25.718                | 1.275.000 |
| المحاصيل الصناعية | 7.293                 | 29.540    |
| الخضر             | 1.790                 | 827.450   |
| البطاطس           | 785                   | 157.000   |
| الحبوب            | 1.892                 | 34.240    |
| الأغلاف           | 2.268                 | 287.652   |

| عدد النخيل الإجمالي | عدد النخيل المنتج |
| ------------------- | ----------------- |
| 2.774.000           | 2.140.000         |

- ملاحظة: هذه إحصائيات سنة 2000.

## نواب ولاية الوادي في المجلس الشعبي الوطني
يبلغ عدد النواب في المجلس الشعبي الوطني عن ولاية الوادي 8 نواب خلال الدورة التشريعية 2017م-2022م التي انطلقت بعد 4 ماي 2017م.
التوزع الجنسي لنواب البرلمان عن ولاية الوادي (2017م-2022م)
يتوزع نواب البرلمان عن ولاية الوادي في الدورة التشريعية 2017م-2022م وفق الجنس حسب النسب التالية:
1. النواب النساء: 2 (25.00 %).
2. النواب الرجال: 6 (75.00 %).

### التوزيع الحزبي
الانتماء الحزبي لنواب البرلمان عن ولاية الوادي (2017م-2022م)
يتوزع نواب البرلمان عن ولاية الوادي في الدورة التشريعية 2017م-2022م حسب عدة قوائم حزبية:
1. حركة مجتمع السلم: 2 نواب (25.00 %).
2. جبهة التحرير الوطني: 5 نواب (62.50 %)
3. تحالف تكتل الفتح: 1 نائب (12.50 %).

## شخصيات
- بلقاسم حبة
- مصباح حويذق
- أبو القاسم سعد الله
- عبد القادر لعمودي[10][11][12][13][14][15]
- ياسر لعروسي

## وصلات خارجية
الموقع الرسمي ولاية الوادي